# ラヒーム・エドワーズ
ラヒーム・エドワーズ（Raheem Edwards、1995年7月15日 - ）は、カナダ出身の同国代表サッカー選手。ロサンゼルス・ギャラクシー所属。ポジションはMF。

## クラブ経歴
2015年、トロントFCのリザーブチームであるトロントFC IIと契約を結んだ。3月28日のFCモントリオール戦でプロデビュー。
2016年6月, ファーストチームのカップ戦でプレー可能とする短期契約を結んだ。6月29日に開催されたカナディアン・チャンピオンシップの試合でファーストチームデビュー。2017年3月、トロントFCと正式に契約を結んだ。
2017年12月12日、MLSエクスパンションドラフトでロサンゼルスFCに指名された。その後、すぐに同じくエクスパンションドラフトで指名されたユッカ・ライタラと共にローラン・シマンとの交換でモントリオール・インパクトに加入。
2018年7月17日、40万ドルの金銭トレードでシカゴ・ファイアーFCに移籍。
2020年2月11日、ワイアット・オムズバーグとのトレードでミネソタ・ユナイテッドFCに移籍。
2022年1月7日、ロサンゼルス・ギャラクシーに移籍。

## 代表歴
2015年パンアメリカン競技大会初戦のU-23ブラジル代表戦で途中出場からU-23カナダ代表デビュー。
2017年6月13日のキュラソー代表戦でフル代表デビュー。6月27日、2017 CONCACAFゴールドカップ参加メンバーに選出された。

## タイトル

### クラブ
トロントFC
- MLSカップ: 2017[12]
- サポーターズ・シールド: 2017
- カナディアン・チャンピオンシップ: 2016, 2017
- イースタン・カンファレンス (プレーオフ): 2016, 2017
- トリリウム・カップ: 2016, 2017